# Danke für nichts
Danke für nichts ist eine EP der deutschen Rockband Böhse Onkelz. Sie wurde im Oktober 1997 als Beilage der Erstauflage der gleichnamigen offiziellen Bandbiografie veröffentlicht.

## Hintergrund
Die Onkelz entschieden sich dazu, ihrer Biografie diese EP beizulegen, da die enthaltenen Lieder zuvor als Bootlegs auf dem Schwarzmarkt für viel Geld verkauft wurden. Man wollte das Material den Fans somit leichter zugänglich machen, auch wenn die Aufnahmen nicht die beste Qualität besitzen.

## Inhalt
Die acht auf der EP enthaltenen Lieder stammen alle aus der Anfangszeit der Band und wurden zu Beginn der 1980er Jahre aufgenommen. Die Stücke Bruno Baumann, Ich lieb’ mich, Idiot und Deutsche Welle sind verschiedenen Demotapes der Gruppe entnommen, während die Songs Hippies und Religion auf dem Sampler Soundtracks zum Untergang 2, aus dem Jahr 1982, enthalten waren. Ich mag und Häßlich sind Studioaufnahmen, die nicht für das Album Der nette Mann verwendet wurden.

## Titelliste
| # | Titel          | Länge |
| - | -------------- | ----- |
| 1 | Bruno Baumann  | 1:54  |
| 2 | Ich lieb’ mich | 2:06  |
| 3 | Idiot          | 4:00  |
| 4 | Deutsche Welle | 2:47  |
| 5 | Hippies        | 1:46  |
| 6 | Religion       | 1:48  |
| 7 | Ich mag        | 2:17  |
| 8 | Häßlich        | 2:26  |